# Old Trafford
Old Trafford je ime za nogometni stadion v mestu Manchester in domači stadion tamkajšnjega nogometnega kluba Manchester United. Navijači kluba stadion imenujejo tudi Gledališče sanj (angleško The Theater of Dreams), izraz pa si je izmislil legendarni Sir Bobby Charlton.

## Gradnja
Stadion so zgradili leta 1909, na njem pa je bilo prostora za 80.000 gledalcev. Vanj so vložili takrat veliko vsoto denarja, 60.000 funtov. Sedišča so bila razporejena na južnem delu stadiona, ki je bil pokrit. Ostali deli so bili nepokriti, na njih pa so bila stojišča. Načrt za stadion je pripravil znani škotski arhitekt Archibald Leitch, ki se je »podpisal« že pod načrte za stadione Hampden Park, Ibrox in White Hart Lane.
Prva tekma na novem stadionu je bila otvoritvena tekma med Liverpoolom in domačim klubom, ki se je takrat imenoval še Newton Heath. Zmagali so gostje s 4:3. Uradno so se tekme na Old Traffordu začele leta 1910.

## Obnove, prenove in širitve
Med drugo svetovno vojno, točneje 11. marca 1941 so nemški bombniki bombardirali Manchester in med napadom uničili tudi velik del stadiona. Obnovitvena dela so trajala vse do leta 1949, ko se je klub spet vrnil na matični stadion. Med letoma 1941 in 1949 je Manchester United namreč gostoval pri rivalskem klubu Manchester City in uporabljal njihov stadion Maine Road.
Kasneje so tribune v celoti pokrili, leta 1959 pa so ga še enkrat obnovili. Leta 1964 so namestili premične tribune na enem delu stadiona in tam postavili privatne lože za petične goste. S sedišči so leta 1973 opremili še severno tribuno in s tem dali stadionu novo podobo. Podobne tribune so naknadno nameščali še leta 1978, 1984 in 1986. Kasneje so nameravali stadion še dodatno razširiti in pod premično streho namestiti tribune s stojišči, vendar jih je zakonska regulativa, ki je sledila katastrofi na stadionu Hillsborough, ko se je zaradi prevelike obremenitve podrl del tribun, prisilila, da so spremenili načrte. Taylorjevo poročilo je po tej nesreči predlagalo, vlada pa zahtevala, da se vsi stadioni v državi opremijo s sedišči. Tako je po prenovi stadiona, ki je sledila zahtevi, stadion Old Trafford lahko sprejel le še okoli 44.000 gledalcev.
Leta 1995 so zato stadion preuredili in severni tribuni dodali okoli 11.000 sedežev, kar je dvignilo kapaciteto stadiona na 55.000 sedežev. Kasneje so med letoma 1999 in 2000 celotnemu stadionu dodali še eno vrsto sedežev in dosegli število 68.000. Zadnja razširitev je potekala leta 2005, stadionu pa so s to razširitvijo dodali okoli 8.000 sedežev.

## Rekordi
Rekord po številu gledalcev na tekmi na Old Traffordu je iz leta 1939, ko je 25. marca kar 76.962 gledalcev spremljalo tekmo polfinala FA pokala med Wolverhampton Wanderersi in Grimsby Townom.
Rekord na stadionih z vsemi sedišči je bil dosežen 13. januarja 2007, ko si je 76.073 gledalcev ogledalo tekmo med domačim Unitedom in Aston Villo, ki so ga dobili domačini s 3:1.